# Hermann Becker-Freyseng

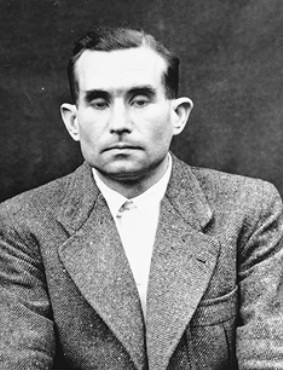
Hermann Becker-Freyseng während der Nürnberger Prozesse

Hermann Becker-Freyseng (* 18. Juli 1910 in Ludwigshafen am Rhein; † 27. August 1961 in Heidelberg) war ein deutscher Mediziner, Stabsarzt und Referent für luftfahrtmedizinische Fragen im Sanitätswesen der Luftwaffe und Verurteilter im Nürnberger Ärzteprozess.

## Leben
Becker-Freyseng trat zum 1. Mai 1933 der NSDAP (Mitgliedsnummer 3.052.380) und dem NSFK bei. Nach der ärztlichen Approbation im Januar 1936 arbeitete er als Assistent an der Universitätsklinik Berlin und wechselte 1939 in gleicher Funktion an das Luftfahrtmedizinische Forschungsinstitut des Reichsluftfahrtministeriums.

### Menschenversuche der Luftwaffe in Konzentrationslagern
Seit 1941 koordinierte Becker-Freyseng die gesamte luftfahrtmedizinische Forschung der Luftwaffe einschließlich der entsprechenden Menschenversuche in nationalsozialistischen Konzentrationslagern. Im Oktober 1942 war Becker-Freyseng Teilnehmer der Tagung „Seenot“, die die Rettung in Seenot geratener Piloten zum Inhalt hatte. Auf der Tagung wurde über die Ergebnisse von Menschenversuchen an Häftlingen im KZ Dachau berichtet. 1943 zum Stabsarzt befördert, übernahm Becker-Freyseng Anfang 1944 die Leitung der Abteilung für Versuchsflug und praktische Fragen am Luftfahrtmedizinischen Institut. Gleichzeitig wurde er Referent für Luftfahrtmedizin beim Sanitätsinspekteur der Luftwaffe. Becker-Freysengs Forschungsschwerpunkte waren die Höhenkrankheit und die Sauerstoff-Überdruckbeatmung. 1944 habilitierte er sich mit einer Arbeit über Sauerstoffüberdruck.
Im Auftrag der Luftwaffe wurden seit 1942 Verfahren zur Trinkbarmachung von Meerwasser entwickelt. Hintergrund waren Fälle von in Seenot geratener Angehöriger der Luftwaffe und der Marine. Zu diesem Thema leitete Becker-Freyseng im Mai 1944 eine Konferenz im Reichsluftfahrtministerium. Die Konferenzteilnehmer beschlossen, zwei unterschiedliche Verfahren anhand von Menschenversuchen zu erproben. Becker-Freyseng sah dabei die günstigsten Voraussetzungen für eine Versuchsreihe in einem Konzentrationslager gegeben. Oskar Schröder, Becker-Freysengs Vorgesetzter und ebenfalls Tagungsteilnehmer, beantragte am 7. Juni 1944 beim Reichsinnenminister und Reichsführer SS Heinrich Himmler Menschenversuche im KZ Dachau. Die Meerwasserversuche wurden zwischen Juli und September 1944 durchgeführt; Leiter war der österreichische Mediziner Wilhelm Beiglböck.

### Nürnberger Ärzteprozess
Nach Kriegsende ergaben sich im Nürnberger Prozess gegen die Hauptkriegsverbrecher Hinweise auf die Beteiligung von Ärzten der Luftwaffe an den Menschenversuchen in Konzentrationslagern. Angeklagt war hier auch Hermann Göring, der Oberbefehlshaber der Luftwaffe. Die alliierten Ermittlungen gingen nach Ansicht des Medizinhistorikers Udo Benzenhöfer dabei auch von den direkt an den Versuchen Beteiligten aus und stießen „durch Nachvollzug der Verantwortungskette zu den ranghöheren und ranghöchsten Angeklagten“ vor. Becker-Freyseng wurde mit sieben weiteren Ärzten der Luftwaffe im Nürnberger Ärzteprozess angeklagt. Sein Verteidiger war Hans Marx, sein Assistent war Edmund Tipp.
Becker-Freyseng wurde vom Nürnberger Gericht schuldig gesprochen, da er an den Versuchen zur Trinkbarkeitsmachung von Meerwasser im KZ Dachau teilgenommen und die Versuche gegenüber seinem Vorgesetzten Oskar Schröder angeregt hatte. Bei den Versuchen sei mit Gesundheitsschäden bis hin zum Tod der Versuchspersonen gerechnet worden, deshalb sei die Durchführung an KZ-Häftlingen erfolgt. Becker-Freyseng sei für die Versuchsplanung verantwortlich gewesen. Im Gegensatz zur Anklage sah das Gericht keine Verantwortung Becker-Freysengs für 1941 im KZ Dachau durchgeführte Höhenversuche. Becker-Freyseng war zu dieser Zeit beim Referat für Luftfahrtmedizin, das die Verwaltungsaufsicht über die Unterdruckkammer hatte und war so über die Versuche unterrichtet. Weitere Anklagepunkte waren bereits während der Beweisaufnahme von der Anklage fallengelassen worden. Am 19. August 1947 wurde Becker-Freyseng zu 20 Jahren Haft verurteilt.
Der amerikanische Hohe Kommissar John J. McCloy reduzierte Becker-Freysengs Strafe am 31. Januar 1951 auf zehn Jahre. Am 20. November 1952 wurde er aus der Haft im Landsberger Kriegsverbrechergefängnis entlassen. Bereits während der Inhaftierung hatte Becker-Freyseng an dem Sammelwerk „German Aviation Medicine in World War II“ des Heidelberger Aero Medical Center mitgearbeitet. Nach seiner Freilassung reiste er auf Einladung der United States Air Force in die USA. 1960 erkrankte er an Multipler Sklerose und starb im August 1961.